# Roosie Hudson
Roosevelt Hudson, detto Roosie (15 luglio 1915 – Chicago, 1º febbraio 1985), è stato un cestista statunitense, professionista nella NBL.

## Carriera
Giocò per una stagione nella NBL, disputando 21 partite con 6,0 punti di media.